# Grands magasins de la place Clichy

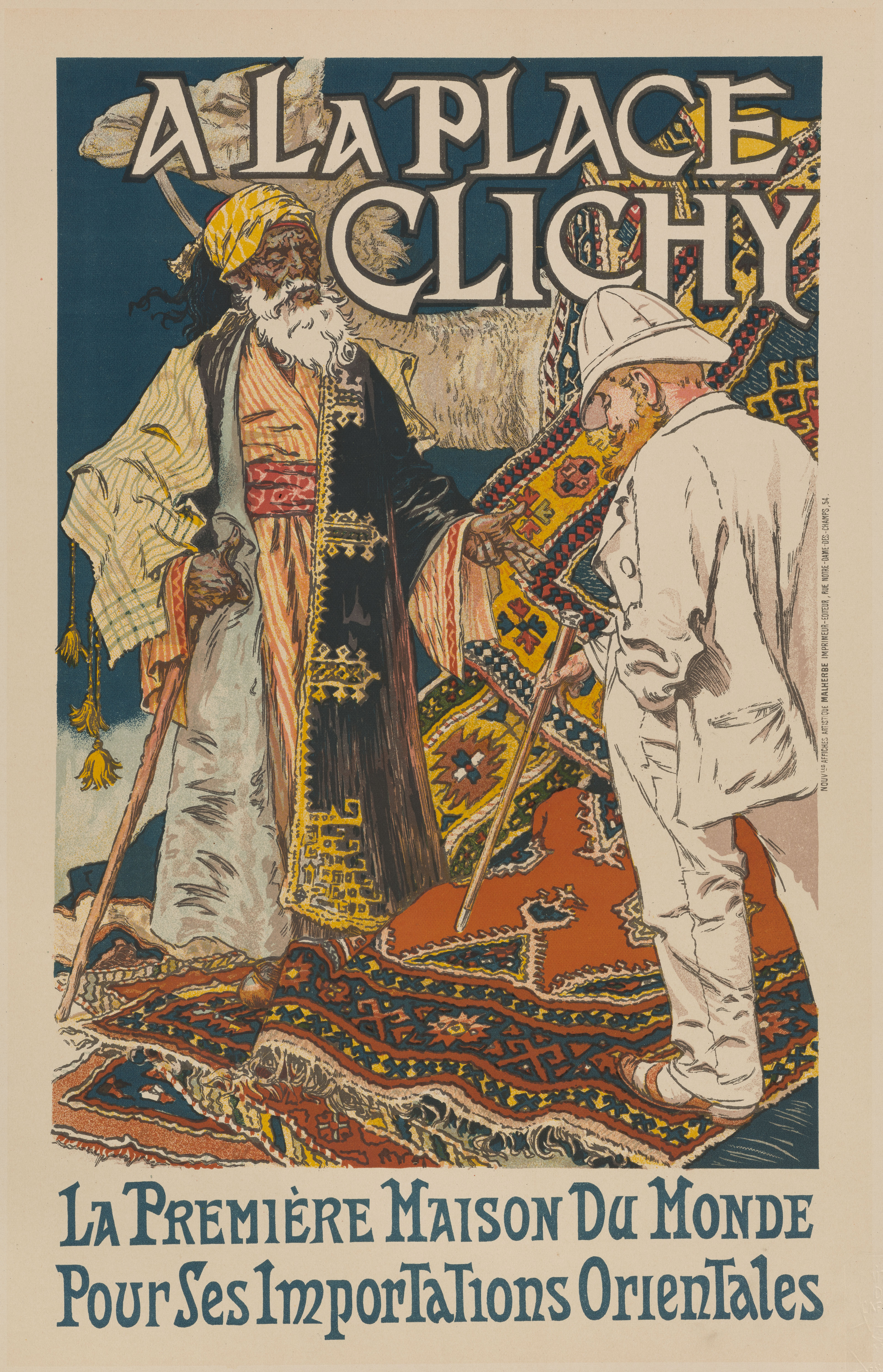
Affiche lithographiée (1891) d'Eugène Grasset faisant la réclame des importations orientales des magasins À la place Clichy.

Les grands magasins de la place-Clichy se trouvaient 97, 99 et 101 rue d'Amsterdam à Paris 8e, situés sur la place Clichy au cœur de Paris et au carrefour de quatre arrondissements très fréquentés. 

## Histoire desGrands magasins de la place Clichy

### Fondation

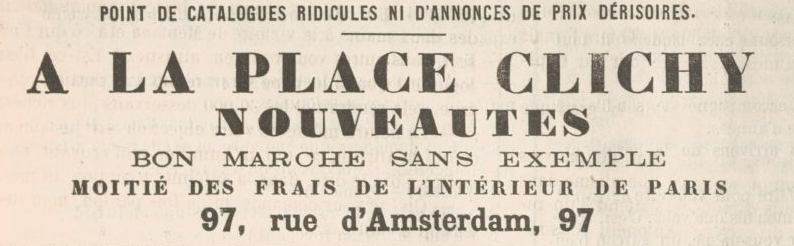
Réclame parue dans Le Charivari (14 décembre 1867).

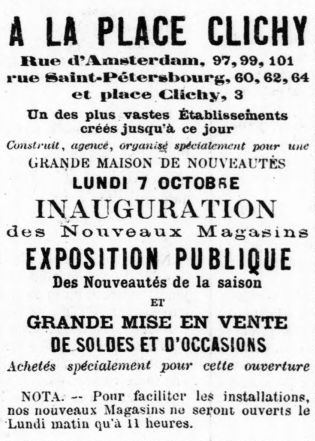
Réclame pour la réouverture des magasins (La Chronique illustrée, 14 octobre 1872).

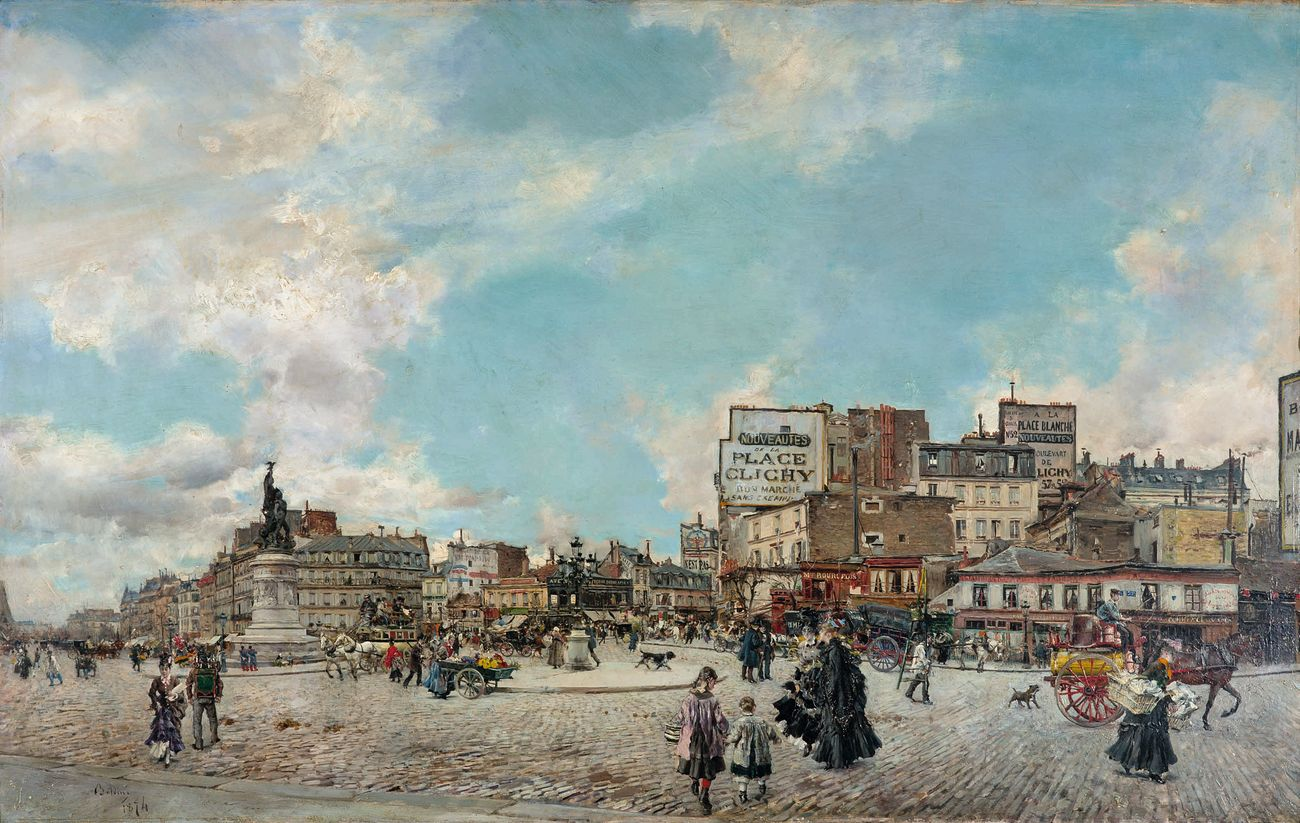
Peinture de Giovanni Boldini montrant la place de Clichy et l'enseigne des « magasins de nouveautés de la Place Clichy », dès 1874 (donc avant même la création de la société d'exploitation Gaillard et Cie).

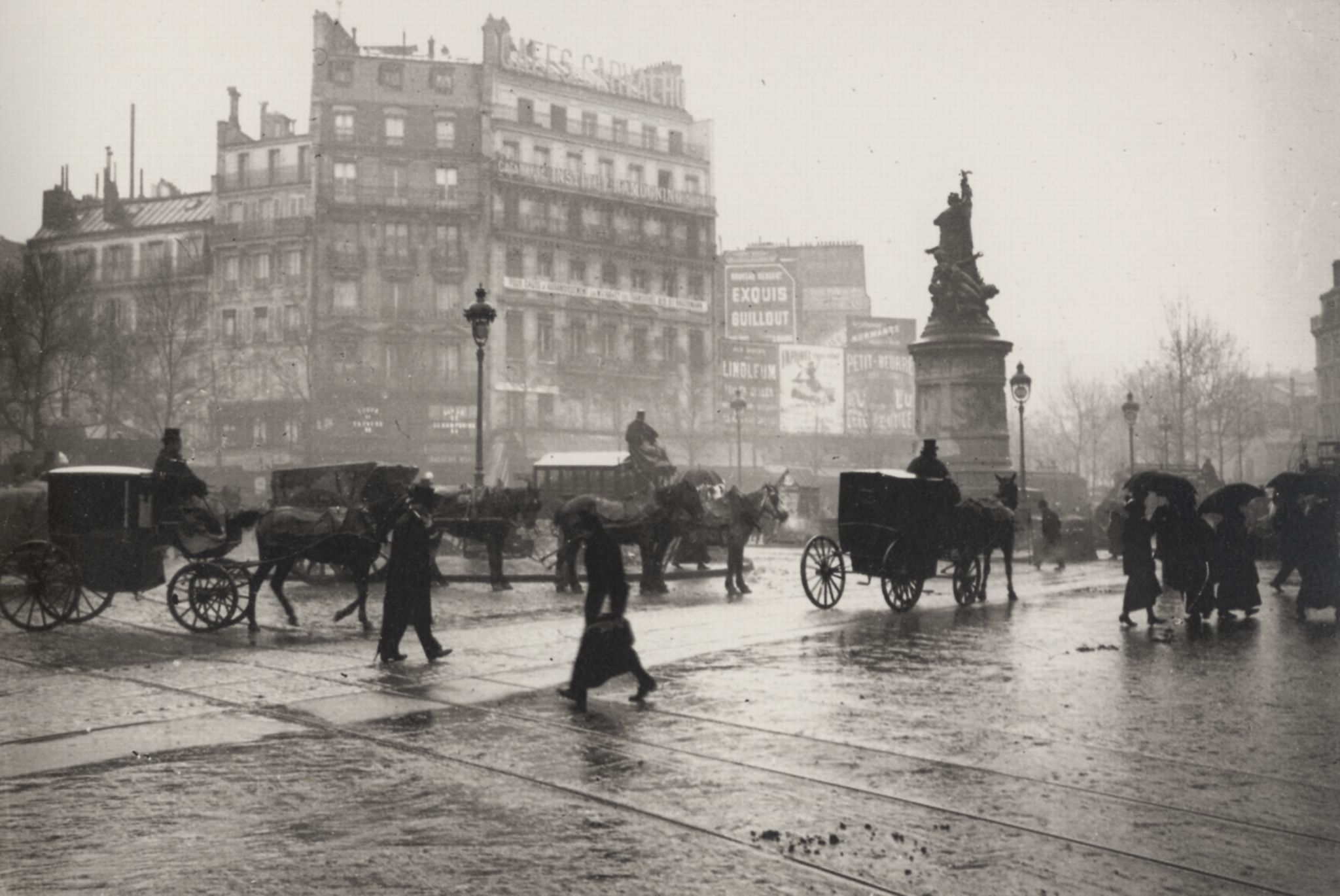
Ancienne photographie de la place Clichy, vue de la rue d'Amsterdam (prise par Émile Zola, avant 1902).

En 1865, sont fondés au 97 rue d'Amsterdam les « Magasins de nouveautés de la place Clichy », l'année même de la fin des travaux haussmanniens qui avaient transformés le quartier. En 1868, les magasins s'étendent au numéro 95 de la même rue. Le 7 octobre 1872, après les destructions causées durant le siège de Paris, les magasins sont rouverts, totalement rénovés.
Une seconde société exploitante sous la raison sociale « Grands magasins de la place Clichy », est fondée le 30 juillet 1877, au capital de 1 050 000 francs (franc germinal), somme considérable à l'époque. 
Paul Argand, associé fondateur, devient le 22 décembre 1877 l'emblématique directeur des grands magasins de la place-Clichy. La société, qui exploite un magasin de nouveautés connu sur les réclames par À la place Clichy, se dénomme alors Gaillard et Cie, puis Paul Argand-Baraduc et Cie, puis société Paul Argand et Baraduc à compter du 31 juillet 1890. Ces changements de dénomination sociale s'accompagnent d'évolutions, prévues dès l'origine, de la forme juridique de la société.

### Localisation

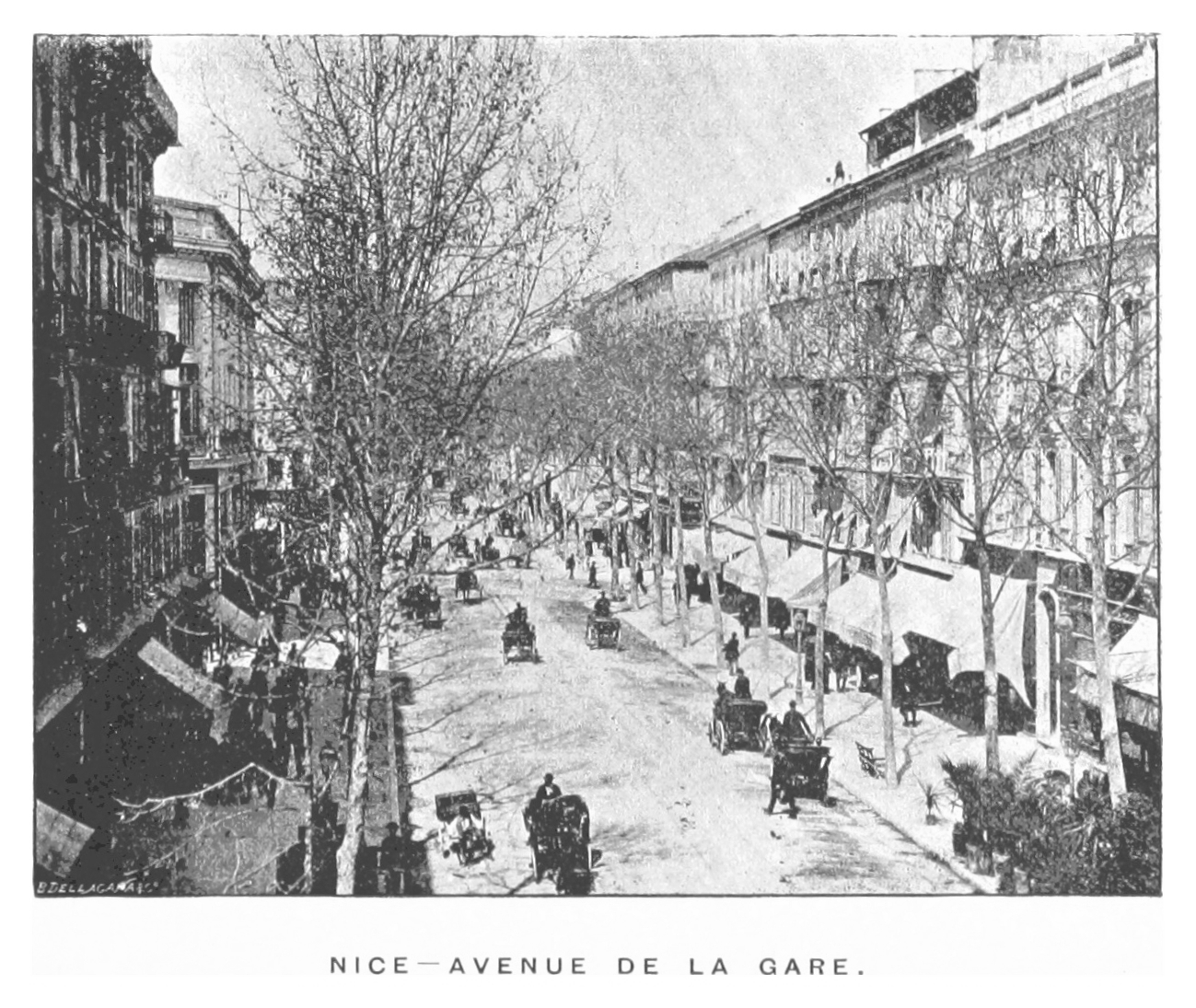
Avenue de la Gare à Nice, en 1891.

Outre les magasins de la place Clichy (situés aux 97, 99 et 101 rue d'Amsterdam et rue de Saint-Pétersbourg), la société a disposé jusqu'en 1902 d'une succursale située 15 avenue de la Gare, à Nice. 
Cette succursale occupait le sous-sol, le rez-de-chaussée et le premier étage d'un immeuble de cinq étages, propriété de la société du Crédit lyonnais. Le 14 juillet 1902, un violent incendie se déclare dans cet immeuble, qui est gravement endommagé, avec notamment la destruction du magasin,,.

### Paul Argand
Paul Adrien Joseph Argand naît le jeudi 11 octobre 1849, à Houville-la-Branche, en Eure-et-Loir
C'est un grand voyageur spécialiste des arts d'Asie et d'Orient ; de ses nombreux voyages en Turquie, en Perse, en Syrie, en Afghanistan, au Baloutchistan et dans toute l'Asie mineure et l'Orient, il rapporte de nombreux objets vendus dans son grand magasin, mais surtout des tapis d'une qualité encore jamais vendue à Paris à cette échelle, ce qui fera la renommée des magasins de la place-Clichy,,,
Paul Argand ne se contente pas d'importer des tapis ; il monte dans les pays d'origine de ces tapis des structures de métiers à tisser et fera travailler un grand nombre de femmes à ces réalisations.
Il ouvre aussi le capital de son entreprise à son personnel par le biais d'actions réservées à prix abordables, véritable révolution sociale à l'époque ; le personnel et ses amis demanderont en vain, par pétition, la Légion d'honneur pour cet homme en avance sur son temps, qui montera aussi une maison d'édition, «P. Argand et Baraduc». 
Paul Argand et sa femme Marie Huet auront un fils qui épousera Marie Madeleine Delettrez, fille du parfumeur parisien Delettrez.
Il décède à 46 ans, le 14 mai 1896 en France à Cannes, à la villa Alabama (aujourd'hui villa Cornélia) et est inhumé à Paris au cimetière Montmartre (avenue Dubuisson).
Les grands magasins de la place-Clichy nommeront Georges Raymond pour le remplacer, le 9 juin 1896.

### Années 1900-1930

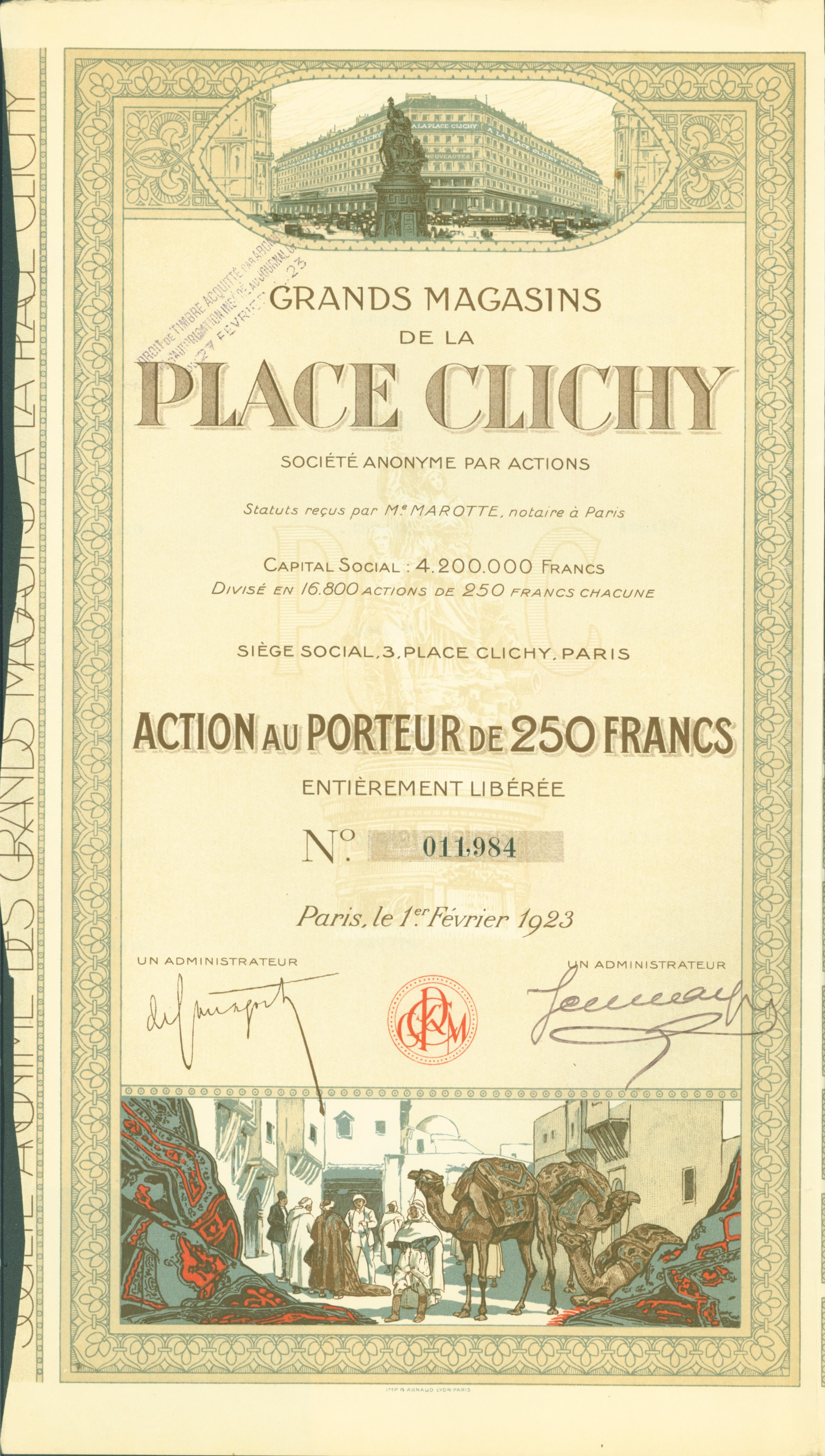
Action des Grands Magasins de la Place Clichy S. A. en date du 1 février 1923.

Par la suite, en décembre 1903, c'est Paul Schwaegerl et Morice Darène, qui prennent la direction des Magasins. En 1908, Darène, Schwaegerl, Aubrun et Cie sont nommés nouveaux gérants : ils participent en 1911 à l'exposition de Turin, présentant des tapis conçus par différents créateurs. En 1913, la société est gérée par Paul Schwaegerl & Cie : ce nom est encore indiqué à tête des magasins dans les années 1920 et jusqu'en 1932.
En mars 1937, les Magasins connaissent une faillite obligataire : l'année suivante, la société est recapitalisée sous la dénomination « Société parisienne de tapis et de nouveautés » avec pleine jouissance de la marque « À la Place Clichy ».

## Galerie d'affiches

Affiche signée Jules Chéret, 1878.
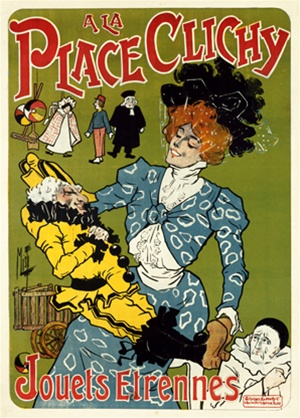
Affiche par l'illustrateur Misti, vers 1890.
Affiche signée Georges Meunier, 1897.
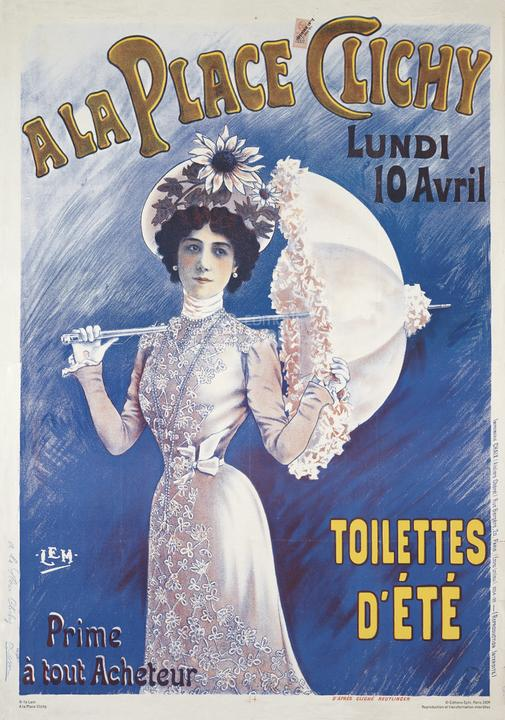
Affiche « À la place Clichy » par Louis Lemoine-Maudet (LEM), vers 1900.
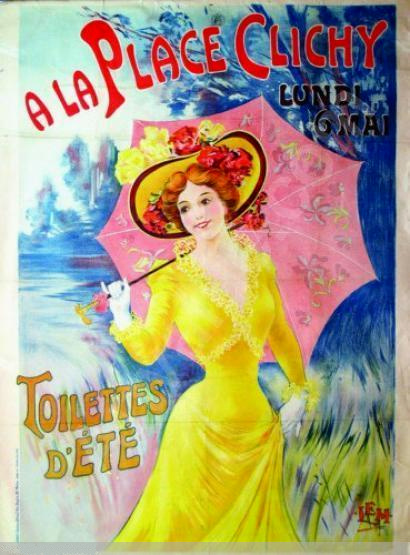
Affiche « À la place Clichy », par Louis Lemoine-Maudet.
Affiche de Georges Redon pour l'exposition annuelle de blanc, 1900.